# Ralph Molina
Pour les articles homonymes, voir Molina.
Ralph Molina, est le batteur du groupe de rock Crazy Horse.

## Discographie
- Crazy Horse (1970),
- Loose (1971),
- At Crooked Lake (1973),
- Crazy Moon (1978),
- Left for Dead (1989),
- Gone Dead Train: Best of Crazy Horse (2005),
- Scratchy: The Complete Reprise Recordings (2005).

### Avec Neil Young
- Everybody Knows This Is Nowhere (1969),
- After the Gold Rush (1970),
- Zuma (1975),
- Rust Never Sleeps (1979),
- Live Rust (1979),
- Trans (1981),
- Life (1987),
- Ragged Glory (1990),
- Arc (1991),
- Weld (1991),
- Sleeps with Angels (1994),
- Broken Arrow (1996),
- Year of the Horse (1997),
- Are You Passionate? (2002) : un seul titre "Going home",
- Greendale (2003),
- Americana (2012)
- Psychedelic Pill (2012)

## Filmographie
- Year of the Horse de Jim Jarmusch (1998)
- Greendale (2003)